# 우가리촌
우가리촌(宇刈村)은 시즈오카현의 서부 슈치군에 속했던 촌이다. 현재의 후쿠로이시에 해당한다.

## 역사
- 1889년 4월 1일 - 정촌제 시행에 의해 슈치군 우가리촌이 성립하였다.
- 1955년 1월 1일 - 야마나시정과 합병해, 새로운 야마나시정이 성립하여 소멸하였다.
- 1963년 1월 1일 - 야마나시정이 후쿠로이시에 편입되었다.

## 참고문헌
- 角川日本地名大辞典 22 静岡県